# Огнен Цвитан
Огнен Цвитан (на хърватски: Ognjen Cvitan) е хърватски шахматист, гросмайстор.

## Биография
Роден е на 10 октомври 1961 година в град Шибеник, тогава в СФР Югославия, днес Хърватия. Световен шампион за юноши до 20 години за 1981 г. Шампион на Хърватия за 1992 г. Сребърен медалист от средиземноморското първенство за 2009 г.
Участник на осем шахматни олимпиади с отборите на Югославия и Хърватия, спечелвайки златен медал на дъска като втора резерва през 1992 година. Участник на световното отборно първенство през 1996 година. Участник на всичките европейски отборни първенства в периода 1989–2003, спечелвайки сребърен медал с отбора на Югославия през 1989 г. С отбора на Хърватия участва в три издания на ежегодния турнир „Митропа Къп“ (1999, 2000 и 2003), спечелвайки три медала – отборен бронз (1999 и 2000) и златен медал на четвърта дъска (1999).
Международен майстор от 1982 г., гросмайстор от 1987 г. и ФИДЕ треньор от 2001 г.

## Турнирни резултати
- 1989 – Вършац (първо място на „Бора Костич Мемориал“ с резултат 7 точки от 11 възможни)
- 2001 – Задар (първо място след тайбрек на „Задар Оупън“ с резултат 7 точки от 9 възможни)[5]
- 2002 – Бизовац (първо място на „Оупън Металис“ с резултат 6 точки от 7 възможни)[6]
- 2004 – Нова Горица (трето място на „Хит Оупън“ с резултат 6,5 точки от 9 възможни)[7]
- 2007 – Пула (трето място след тайбрек на „Пула Оупън“ с резултат 7 точки от 9 възможни)[8]
- 2012 – Вършац (второ място на „Бора Костич Мемориал“ с резултат 6 точки от 10 възможни)[9]
- 2013 – Малинска (второ място след тайбрек на международния открит турнир „Златни оток Крък“ с резултат 6,5 точки от 9 възможни, колкото има Горан Джурович)[10]

## Участия на шахматни олимпиади
| Година | Организатор | Отбор                 | Класиране (отборно) | Дъска         |
| 1990   | Нови Сад    | Югославия – „С“ отбор | 26                  | Първа         |
| 1992   | Манила      | Хърватия              | 7                   | Втора резерва |
| 1994   | Москва      | Хърватия              | 26                  | Трета         |
| 1996   | Ереван      | Хърватия              | 16                  | Трета         |
| 2000   | Истанбул    | Хърватия              | 43                  | Трета         |
| 2002   | Блед        | Хърватия              | 23                  | Втора         |
| 2004   | Калвия      | Хърватия              | 46                  | Втора         |
| 2006   | Торино      | Хърватия              | 25                  | Първа резерва |